# Cibin

Fußgängerbrücke über den Zibin in Hermannstadt

Der Cibin (deutsch Zibin, siebenbürgisch-sächsisch Zebeng oder Zabeng, ungarisch Szeben) ist ein 82 Kilometer langer, rechter Nebenfluss des Alt (rumänisch Olt) in Siebenbürgen. Einer Theorie zufolge soll sich der deutsche Name der historischen Landschaft „Siebenbürgen“ von der ungarischen Bezeichnung des Zibins – "Szeben" – ableiten.
Sein Quellgebiet ist das Zibinsgebirge (rum. Munții Cindrel) in den rumänischen Südkarpaten. Er hat zwei Quellflüsse, den Râul Mare (dt. etwa Großer Fluss) und den Râul Mic (dt. etwa Kleiner Fluss). Nach der Vereinigung dieser beiden Quellflüsse durchfließt der Cibin den Stausee Gura Râului. Bei Talmesch (rum. Tălmaciu) mündet er in den Olt.
Nebenflüsse sind der Hârtibaciu (dt. Harbach) und der Zoodt (rum. Sadu). Die wichtigste durchflossene Ortschaft ist Hermannstadt (rum. Sibiu).